# 香港医务委员会执照
香港医务委员会执照（英語：Licentiate of the Medical Council of Hong Kong，缩写：LMCHK）是由香港医务委员会向毕业于香港以外醫學院并符合香港执业资格要求的医生颁发的行医执照。香港医务委员会要求这些非本地毕业的医生首先在头衔后显示LMCHK资格，然后再列出任何其他可引用的资格，例如MD或MBBS。LMCHK由独立的非营利组织执照协会代表。

## 历史
1997年香港回歸前，非英联邦司法管辖区的毕业生必须取得香港医务委员会的行医执照，才有资格在香港行医。在殖民时期，英联邦国家的医生无需参加考试、实习或其他评核期，即可自动获得香港医务委员会的注册资格。如今，仍有数百名殖民地医生在香港行医。自1997年以来，所有非本地培训的医生都必须取得香港医务委员会的香港医务委员会行医执照。因此，过去20年来，香港医务委员会医生的原籍国发生了巨大变化；现在这个群体更加多元化。

## 目的
取得香港执业资格证书的一个重要方面是通过香港医务委员会执业资格试。根据《医生注册条例》，通过香港执业资格考试可证明其已达到在香港注册为执业医生的标准。

## 过程
这个过程包括对医生的医学教育和专业知识的评估，并被认定符合香港医务委员会制定和要求的高标准。 要获得LMCHK资格，医生必须通过严格的香港医务委员会考试并接受一段时间的评估。
要开始获得香港医务委员会的LMCHK资格，医生必须在完成至少5年的非本地医学培训后提出申请，包括在香港以外的认可医学院毕业并在医院完成实习。
執業試一年舉辦兩次，分為三個部分，分別為專業知識考試、醫學英語技能水平測驗和臨床考試。考生須通過專業知識考試及醫學英語技能水平測驗，才可以報考臨床考試。
一旦获得LMCHK资格，持有该资格的人就可以在香港注册为职业医生。因此，LMCHK医生必须同时获得香港的执业许可和注册资格。相比之下，香港大学和香港中文大学的毕业生凭借其当地医学院的学位，在实习后有资格直接在香港注册为执业医生，而无需先行申请行医执照。